# 维托
维托（法語：Vitteaux，法語發音：[vito]）是法国科多尔省的一个市镇，位于该省西部，属于蒙巴尔区和欧苏瓦土地市镇公共社区，其市镇面积为20.7平方公里，2022年1月1日时人口数量为1,056人。
维托是欧苏瓦土地市镇公共社区的组成部分，是一个区域性的公路枢纽。

## 行政
维托的邮政编码为21350，INSEE市镇编码为21710。

## 地理

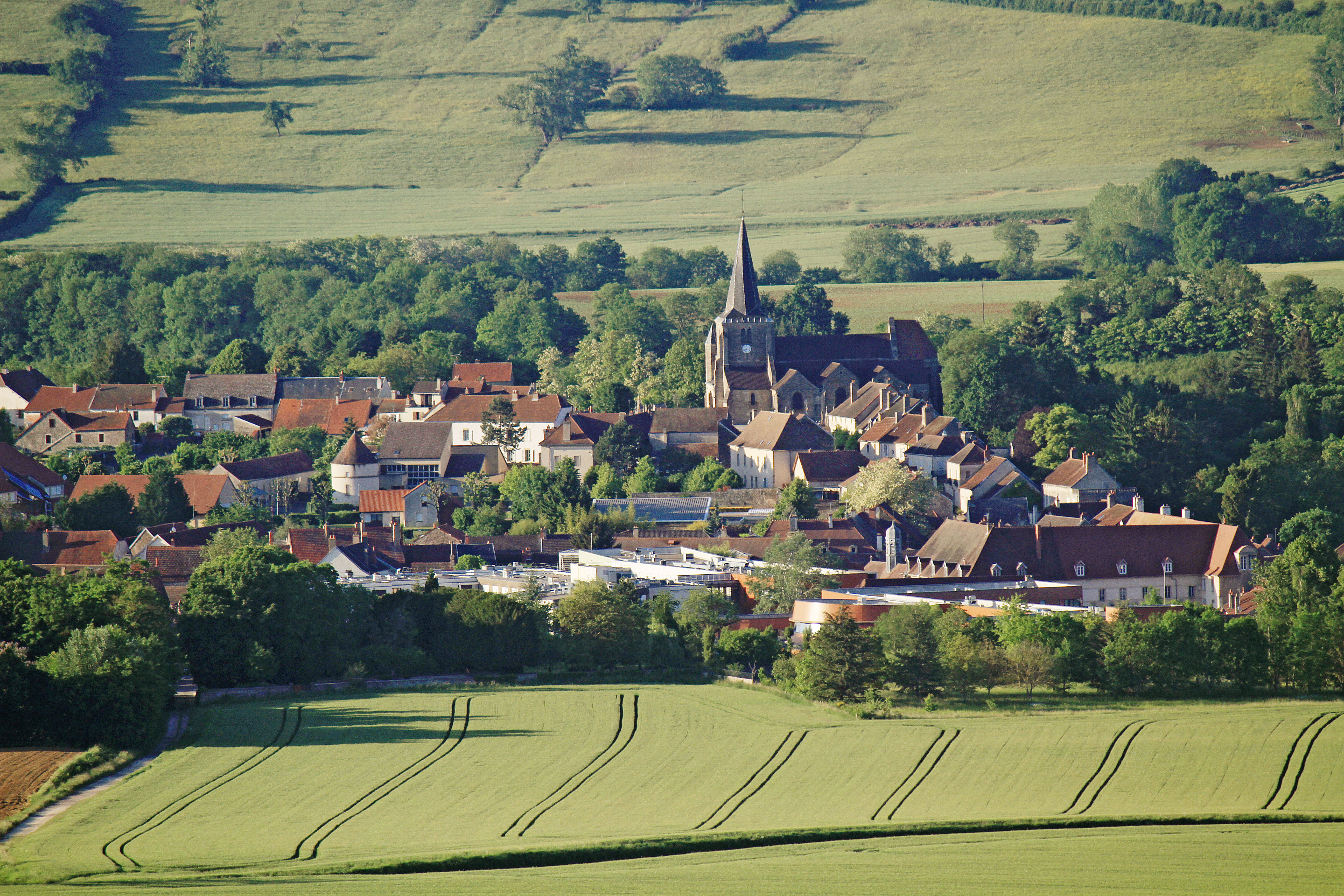
维托镇中心

维托（47°23'52"N, 4°32'30"E）位于法国中东部偏北，勃艮第-弗朗什-孔泰大区中部偏西和科多尔省西部。
与维托接壤的市镇包括：当皮埃尔昂蒙塔涅、韦夫尔、布塞、伯里佐、马西伊和德拉西、马桑日莱维托、波桑日、萨夫尔、圣蒂博、维勒贝尔尼。
维托位于布雷讷河干流两岸，属于塞纳河流域。境内以平原和浅丘为主，镇中心地势平坦。
按照柯本气候分类法，维托属于温带海洋性气候，全年温差较小，降水分布均匀。

## 历史
维托历史上长期为一普通村落，中世纪出现教堂，法国大革命后成为一个市镇。

## 交通
科多尔省省道D26线、D70线、D117线和D905线经过维托境内。有校车巴士可前往省会第戎。

## 政治
现任维托市长为贝尔纳·波先生（Bernard Paut），他是民主人士和独立人士联盟的一名成员。

## 人口
| 年份   | 1936  | 1946  | 1954 | 1962 | 1968  | 1975  | 1982  | 1990  | 1999  | 2006  | 2007  | 2008  | 2013  | 2017  |
| ------ | ----- | ----- | ---- | ---- | ----- | ----- | ----- | ----- | ----- | ----- | ----- | ----- | ----- | ----- |
| 人口數 | 1,073 | 1,019 | 981  | 973  | 1,052 | 1,077 | 1,097 | 1,064 | 1,114 | 1,100 | 1,098 | 1,096 | 1,075 | 1,074 |

## 社会
维托体育俱乐部（SC Vittelien）是当地的一支足球队，2020至2021赛季参加地方性的足球联赛。

## 景观

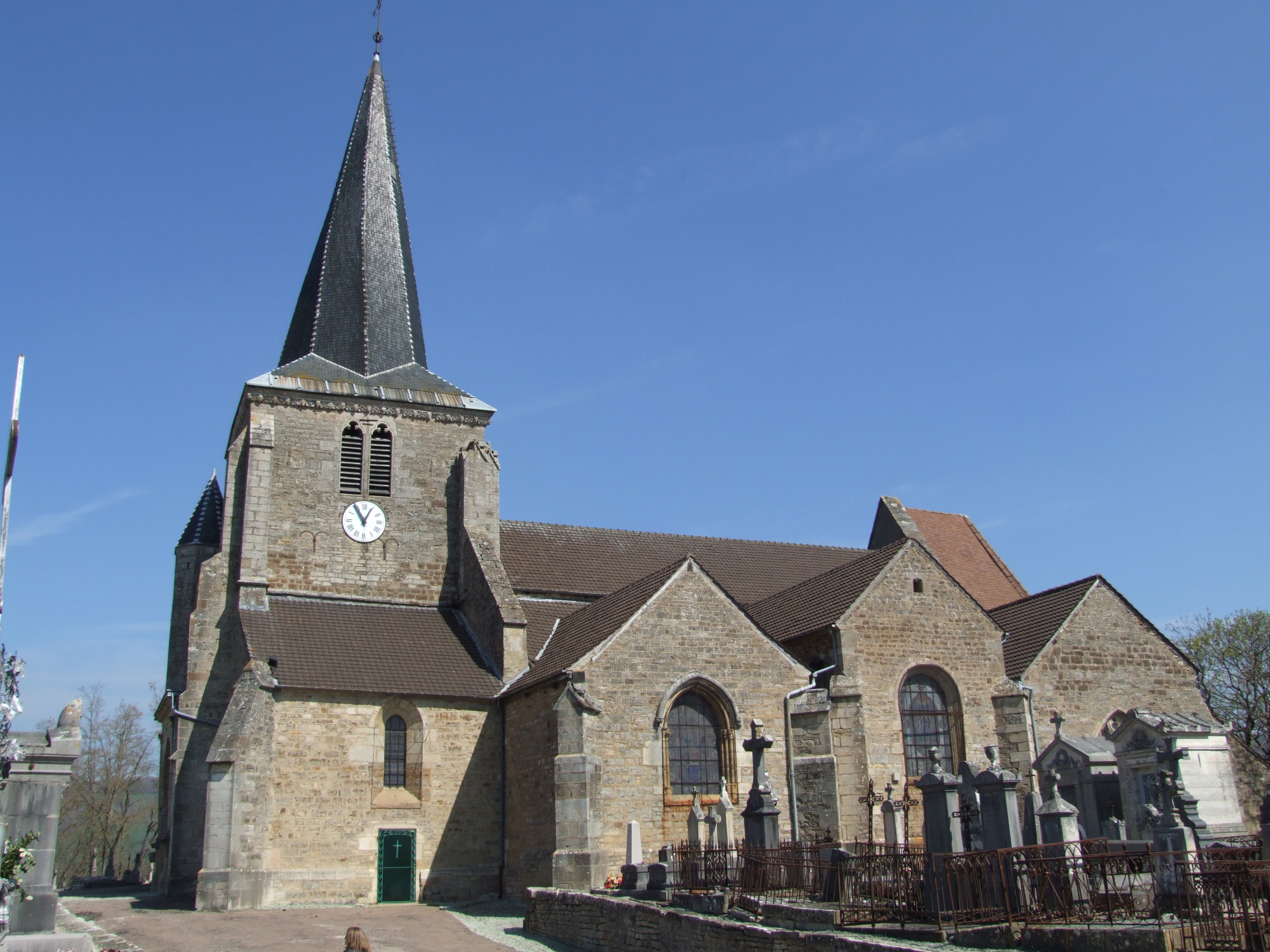
圣日耳曼教堂

维托因当地保存较为完整的中世纪古城而闻名。欧塞尔圣日耳曼教堂是法国国家文物保护单位。